# Berufsfreiheit

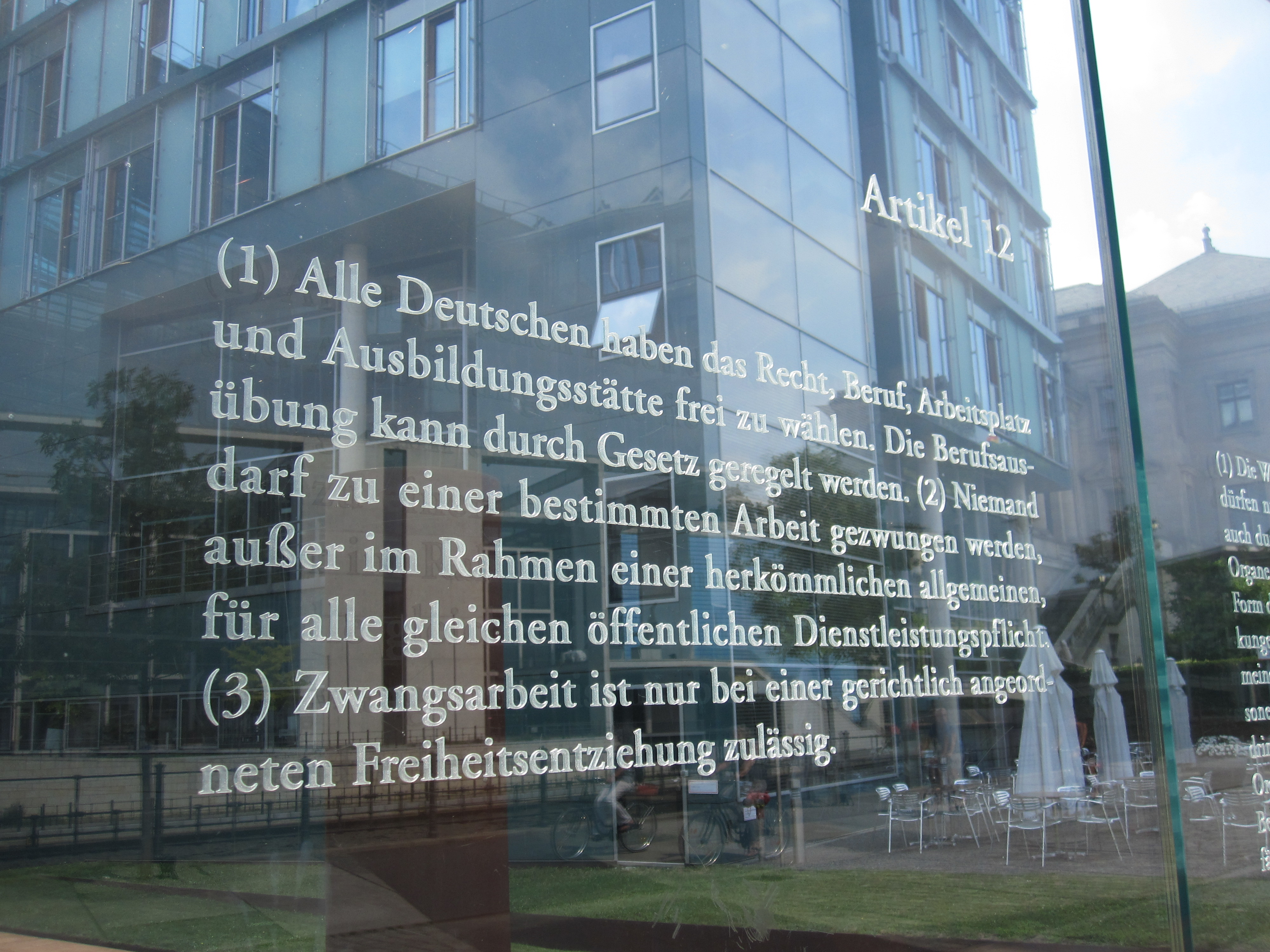
Artikel 12 des Grundgesetzes – eine Arbeit von Dani Karavan an den Glasscheiben zur Spreeseite beim Jakob-Kaiser-Haus des Bundestages in Berlin

Die Berufsfreiheit ist das Grundrecht, seinen Beruf frei zu wählen und auszuüben. Sie wird in vielen historischen und gegenwärtigen Verfassungsordnungen verbürgt.
Obgleich die Berufsfreiheit teilweise als ein klassisches Grundrecht bezeichnet wird, war sie in den klassischen Grundrechtskatalogen noch nicht enthalten. Insbesondere fehlte die ausdrückliche Gewährleistung der Berufsfreiheit noch in der französischen Erklärung der Menschen- und Bürgerrechte vom 26. August 1789 und in der Virginia Bill of Rights vom 12. Juni 1776. Erstmals gewährte allerdings schon die Verfassung der Französischen Republik vom 24. Juni 1793 in den Art. 17 und Art. 18 der vorangestellten Menschen- und Bürgerrechtserklärung bestimmte Grundrechte der beruflichen Freiheit. Diese Verfassung wurde allerdings wegen der innen- und außenpolitischen Krisen zunächst ausgesetzt und trat nie in Kraft.

## Die Berufsfreiheit im Europarecht
Im Europarecht werden die Aspekte der Berufsfreiheit über diverse Regelungen geschützt. Jedoch enthält namentlich die Europäische Konvention zum Schutze der Menschenrechte und Grundfreiheiten keine Garantie der freien Wahl von Beruf, Arbeitsplatz oder Ausbildungsstätte. Hier findet sich lediglich ein Verbot der Sklaverei und Zwangsarbeiten.
Der Berufsfreiheit des deutschen Grundgesetzes vergleichbare Regelungen finden sich in Art. 15 und 16 der Charta der Grundrechte der Europäischen Union (Art. II-75/76 des Europäischen Verfassungsvertrages). Art. 15 Abs. 1 gewährleistet das Recht, zu arbeiten und einen frei gewählten oder angenommenen Beruf auszuüben. Über die Gewährleistung der grundgesetzlichen Berufsfreiheit hinaus findet sich zudem in Art. 15 Abs. 3 der Charta ein Anspruch für Staatsangehörige von Drittstaaten auf Arbeitsbedingungen, die denen der Unionsbürger entsprechen, sofern die Ausländer rechtmäßig im Hoheitsbereich der Mitgliedstaaten arbeiten. In Art. 16 enthält die Charta eine zurückhaltend formulierte Gewährleistung der unternehmerischen Freiheit, die „nach dem Unionsrecht und den einzelstaatlichen Rechtsvorschriften und Gepflogenheiten anerkannt“ wird.
Im geltenden Unionsrecht gibt es abgesehen von der Charta keinen geschriebenen Grundrechtskatalog. Der Europäische Gerichtshof (EuGH) muss sich daher bei der Herleitung eines entsprechenden Grundrechts vornehmlich auf die gemeinsame Verfassungstradition der Mitgliedstaaten stützen. Der EuGH hat diesbezüglich bereits im Jahre 1974 festgestellt, dass die Verfassungsordnung aller Mitgliedstaaten „in ähnlicher Weise die Freiheit der Arbeit, des Handels und anderer Berufstätigkeiten gewährleistet.“ In der weiteren Rechtsprechung ließ sich immer weiter erkennen, dass der EuGH die freie Berufsausübung synonym mit der wirtschaftlichen Betätigungsfreiheit gebraucht, er also anders als die herrschende Meinung in Deutschland die Berufsfreiheit nicht von einem persönlichkeitsbezogenen Bild des Berufes her interpretiert, sondern marktbezogen argumentiert. Die Berufsfreiheit wird vom EuGH insofern denkbar weit verstanden und als wirtschaftliche Freiheit interpretiert. Auch das Eingriffsverständnis des EuGH ist vergleichsweise weit: ein Eingriff in die Berufsfreiheit soll schon ein artenschutzrechtliches Verbot darstellen, bestimmte Netze zum Fischfang mitzuführen. Dies führt dazu, dass nahezu jede marktbezogene Regelung auch einen Eingriff in die Berufsausübungsfreiheit darstellen könnte. Allerdings sind im Gegenzug die Rechtfertigungsmöglichkeiten für einen Eingriff vielfältig. So findet sich in der Rechtsprechung die typische Feststellung, dass der besagte Eingriff in die Berufsfreiheit „dem Gemeinwohl dienenden Zielen der Union entspricht und dieses Recht nicht in seinem Wesensgehalt antastet.“ Den Begriff Gemeinwohl definiert der EuGH allerdings durchaus nicht eng; er versteht darunter auch die Verwirklichung des Binnenmarktes, den Schutz der Urheberrechte, den Gesundheits-, Verbraucher- oder auch den Umweltschutz. Da der EuGH auch die Prüfung der Verhältnismäßigkeit nicht eng vornimmt, findet sich bislang trotz des weiten Schutzbereichs der Berufsfreiheit nicht eine Entscheidung des EuGH, die einen Verstoß gegen die Berufsausübungsfreiheit festgestellt hat.
Daneben werden einzelne Aspekte der Berufsfreiheit allerdings auch über die Grundfreiheiten des Vertrages über die Arbeitsweise der Europäischen Union (AEUV) geschützt. Zu nennen ist hier die Arbeitnehmerfreizügigkeit (Art. 45 AEUV), die in den Art. 49 bis Art. 55 AEUV geschützte Niederlassungsfreiheit sowie die in den Art. 56 bis Art. 62 AEUV geregelte Dienstleistungsfreiheit. Diese Grundfreiheiten sind zwar lediglich auf die Schaffung eines einheitlichen Binnenmarktes ausgerichtet und richten sich hauptsächlich an die Mitgliedstaaten bzw. ihre hoheitlichen Instanzen. Vergleicht man hingegen die tatsächliche Schutzintensität der Grundfreiheiten mit der grundgesetzlichen Berufsfreiheit, so kann man durchaus davon sprechen, dass die Grundfreiheiten in ihrem Schutzumfang der deutschen Berufsfreiheit grob entsprechen und funktional in etwa die gleiche Rolle einnehmen wie Art. 12 Abs. 1 GG im deutschen Recht.

## Die Berufsfreiheit in Übereinkünften der Vereinten Nationen
Die Allgemeine Erklärung der Menschenrechte enthält in Artikel 23 Abs. 1 das „Recht auf Arbeit, auf freie Berufswahl, auf gerechte und befriedigende Arbeitsbedingungen sowie auf Schutz vor Arbeitslosigkeit“. Das Recht auf Berufsfreiheit ist außerdem in Artikel 6 Abs. 1 des UN-Sozialpakts festgehalten.

## Belgien
Die Verfassung Belgiens vom 7. Februar 1831 enthält erst seit der koordinierten Verfassung vom 17. Februar 1994 eine Norm, die ausdrücklich die Berufsfreiheit betrifft. Art. 23 Nr. 1 gewährleistet das Recht auf Arbeit und auf freie Wahl der Berufstätigkeit im Rahmen einer allgemeinen Beschäftigungspolitik. Die Berufsfreiheit wird hier also lediglich im Rahmen der allgemeinen Beschäftigungspolitik gewährleistet. Es handelt sich daher dabei lediglich um eine programmatische Zielbestimmung. Daneben ist in Belgien als ungeschriebener Rechtsgrundsatz die Freiheit wirtschaftlicher Betätigung anerkannt, die ihren Ursprung im einfachen Recht, nämlich in der Anerkennung der Gewerbefreiheit hat.

## Deutschland
Die Berufsfreiheit wird in Art. 12 Abs. 1 GG gewährleistet.
In der deutschen Verfassungsgeschichte gewährleistete bereits die Paulskirchenverfassung vom 28. März 1849 in § 158, dass es einem jeden frei steht, seinen Beruf zu wählen und sich für denselben auszubilden, wie und wo er will. Im Zusammenhang mit § 133 Abs. 1, der die wirtschaftliche Freizügigkeit gewährleistete, enthielt die Paulskirchenverfassung somit schon eine echte Gewährleistung der Berufsfreiheit. Schon vorher enthielten allerdings auch einzelne Verfassungen der deutschen Teilstaaten Ansätze einer Berufsfreiheit, so etwa die Verfassungsurkunde für das Königreich Württemberg vom 25. September 1819 in § 29 sowie die Verfassungsurkunde für das Großherzogtum Hessen vom 17. Dezember 1820 in Art. 36.
Nach dem Scheitern der Paulskirchenverfassung wurde in der Gewerbeordnung vom 21. Juni 1869 für den Norddeutschen Bund und später auch für das Kaiserreich die Gewerbefreiheit proklamiert. Diese Gewährleistung betraf jedoch nur die Selbständigen und galt nur einfachgesetzlich. Sie war also kein Grundrecht im engeren Sinne.
Die Weimarer Reichsverfassung vom 11. August 1919 enthielt in Art. 111 WRV die Garantie der wirtschaftlichen Freizügigkeit, worin man auch die Gewährleistung der Freiheit der Berufswahl erkennen konnte. In Art. 151 Abs. 3 WRV wurde zudem die Freiheit des Handels und Gewerbes nach Maßgabe der Reichsgesetze gewährleistet. Diese Norm umfasste nicht nur die Zulassung, sondern auch die Ausübung und ging insofern über die Regelung der fortgeltenden Gewerbeordnung hinaus. Der Gewährleistung in der Weimarer Reichsverfassung haftete jedoch eine Gesetzesabhängigkeit an, die dazu führte, dass der Umfang der Gewährleistung der Berufsfreiheit in der Weimarer Republik geringer war als im Kaiserreich.
In der Weimarer Reichsverfassung war zudem neben der klassischen Grundrechtsgewährleistung in den Art. 151 bis 165 eine Regelung über „Das Wirtschaftsleben“ getroffen. Art. 157 Abs. 1 WRV stellte die Arbeitskraft unter den besonderen Schutz des Reiches. Nach Art. 163 Abs. 2 WRV soll jedem Deutschen die Möglichkeit gegeben werden, durch wirtschaftliche Arbeit seinen Unterhalt zu erwerben. Diese sozialstaatliche Zielsetzung, die fast schon sozialistische Züge trug (Gerhard Anschütz), hat jedoch aus heutiger Sicht ihr Anliegen nicht erreicht. Dies lag namentlich daran, dass die Weimarer Staatsrechtslehre in diesen Regelungen bloße Programmsätze sah, die zur Umsetzung allein schon wegen ihrer Unbestimmtheit wenig geeignet waren. Und in der Tat gab es in der Weimarer Verfassung eine Vielzahl solcher Proklamationen, die sich teilweise sogar widersprachen.

### Die Gewährleistung der Berufsfreiheit im Grundgesetz
Anders als noch in der Paulskirchenverfassung und der Weimarer Reichsverfassung ist die Berufsfreiheit im Grundgesetz von dem Recht auf Freizügigkeit abgekoppelt. Das Grundgesetz von 1949 garantiert in Art. 12 Abs. 1 allen Deutschen sowohl die Freiheit der Berufswahl als auch die Freiheit der Berufsausübung und lautet:

„Alle Deutschen haben das Recht, Beruf, Arbeitsplatz und Ausbildungsstätte frei zu wählen. Die Berufsausübung kann durch Gesetz oder auf Grund eines Gesetzes geregelt werden.“

Der Wortlaut der Norm legt zwar noch eine Differenzierung zwischen der Berufswahl- und der Berufsausübungsfreiheit nahe. Jedoch bilden beide nach Ansicht des Bundesverfassungsgerichts nur konnexe Elemente eines einheitlichen Grundrechts der Berufsfreiheit, denn schon die Aufnahme einer Berufstätigkeit stellt sowohl den Anfang der Berufsausübung dar, wie die gerade sich hierin äußernde Betätigung der Berufswahl. Grundlage dieser Dogmatik zur Berufsfreiheit ist weiterhin das sogenannte Apothekenurteil des Bundesverfassungsgerichts vom 11. Juni 1958, in dem die wesentlichen Grundsätze zur Auslegung der Berufsfreiheit erstmals von der Rechtsprechung entwickelt worden waren. Die Berufsfreiheit wird seitdem als ein einheitliches Grundrecht verstanden, das die Berufswahlfreiheit- und die Berufsausübungsfreiheit schützt.
Die Funktion der Berufsfreiheit in der modernen arbeitsteiligen Gesellschaft hat das Bundesverfassungsgericht im Mitbestimmungsurteil vom 1. März 1979 wie folgt skizziert:

„Art. 12 Abs. 1 GG schützt die Freiheit des Bürgers in einem für die moderne arbeitsteilige Gesellschaft besonders wichtigen Bereich: Er gewährleistet dem Einzelnen das Recht, jede Arbeit, für die er sich geeignet glaubt, als ‚Beruf‘ zu ergreifen, d. h. zur Grundlage seiner Lebensführung zu machen. In dieser Deutung reicht Art. 12 Abs. 1 GG weiter als die – von ihm freilich umfasste – Gewerbefreiheit. Darüber hinaus unterscheidet er sich jedoch von ihr durch seinen personalen Grundzug: Der ‚Beruf‘ wird in seiner Beziehung zur Persönlichkeit des Menschen im Ganzen verstanden, die sich erst darin voll ausformt und vollendet, daß der Einzelne sich einer Tätigkeit widmet, die für ihn Lebensaufgabe und Lebensgrundlage ist und durch die er zugleich seinen Beitrag zur gesellschaftlichen Gesamtleistung erbringt. Das Grundrecht gewinnt so Bedeutung für alle sozialen Schichten; die Arbeit als ‚Beruf‘ hat für alle gleichen Wert und gleiche Würde.“

Die Berufsfreiheit ist zunächst ein Freiheitsrecht, das den Einzelnen vor der Beschränkung seiner beruflichen Betätigung durch den Staat schützen will. Eine objektive Dimension kommt dem Grundrecht nur teilweise zu. In Verbindung mit Art. 3 Abs. 1 GG eröffnet es allerdings ein Recht auf gleichberechtigte Teilhabe bei der Verteilung von begrenzten Ressourcen durch die öffentliche Gewalt (Bsp.: Einführung des Numerus clausus bei der Vergabe von Studienplätzen). Daneben garantiert die Berufsfreiheit aber auch in gewissen Ansätzen einen Schutzgewähranspruch, der sich insbesondere im Prüfungsrecht in verfahrensrechtlicher Hinsicht auswirkt. Bei berufsrelevanten Staatsprüfungen stellt daher die Berufsfreiheit Anforderungen an die Ausgestaltung der Prüfungsaufgaben. Dabei werden im Prüfungsverfahren allgemeine rechtsstaatliche Gebote um berufsgrundrechtsspezifische Elemente ergänzt. Die Berufsfreiheit gibt darüber hinaus auch dem zivilrechtlichen Gesetzgeber Vorgaben. Nach der Handelsvertreter-Entscheidung des Bundesverfassungsgerichts vom 7. Februar 1990 kann die Berufsfreiheit gebieten, dass der Gesetzgeber im Zivilrecht Vorkehrungen zum Schutz der Berufsfreiheit gegen vertragliche Beschränkungen schafft.
Da Art. 12 Abs. 1 GG aber in erster Linie ein Abwehrrecht gegen den Staat ist, kann die Berufsfreiheit nicht als ein „soziales Recht“ im Sinne eines Leistungsanspruchs verstanden werden. Insbesondere garantiert Art. 12 Abs. 1 GG kein „Recht auf Arbeit“. Der Staat kann dem Einzelnen nur helfen, seine Freiheit in beruflicher Hinsicht zu entfalten, gewährt aber keinen Anspruch auf die Einrichtung von bestimmten Arbeitsplätzen im Einzelfall, das durch subjektive Ansprüche gesichert und zu verwirklichen wäre.
Umgekehrt wird in Art. 12 Abs. 1 GG aber auch nicht die freie Marktwirtschaft bzw. die Gewerbefreiheit als objektives Prinzip der Gesellschafts- und Wirtschaftsordnung proklamiert. Trotz der Berufsfreiheit und der anderen wirtschaftsverfassungsrechtlich relevanten Grundrechte wie Art. 2 Abs. 1 GG (Allgemeine Handlungsfreiheit) und Art. 14 GG (Eigentumsfreiheit), ist das Grundgesetz nach Auffassung des Bundesverfassungsgerichts „wirtschaftspolitisch neutral“. Diese Feststellung geht einher mit der Entstehungsgeschichte des Grundgesetzes. Der Parlamentarische Rat wollte mit der Garantie der Berufsfreiheit diese nur als „klassisches Grundrecht“ in den Grundrechtskatalog aufnehmen. Die Regelung der Sozialordnung sollte der Zukunft überlassen werden.
In den Art. 12 Abs. 2 und 3 wird die Freiheit von Arbeitszwang und Zwangsarbeit garantiert. Diese stehen in engen Zusammenhang mit der in Abs. 1 garantierten Berufsfreiheit.
In einigen Fällen der Beschränkung der wirtschaftlichen Leistungsfähigkeit kann es schwierig sein, die Berufsfreiheit von der Eigentumsgarantie des Art. 14 GG abzugrenzen. Während Art. 12 GG die Freiheit der wirtschaftlichen Betätigung des Erwerbens schützt, hat das Eigentum den Schutz des Erworbenen zum Gegenstand. Die Tätigkeit im eigenen Betrieb eines Selbständigen ist also beispielsweise durch Art. 12 GG geschützt, während der Bestand an Betriebsgegenständen oder an Zahlungsmitteln zum Eigentum im verfassungsrechtlichen Sinne zählen.

#### Schutzbereich
Werden staatliche Maßnahmen auf ihre Vereinbarkeit mit der Berufsfreiheit überprüft, ist nach dem gängigen Prüfungsschema zunächst zu prüfen, ob der Schutzbereich eröffnet ist, also ob das Grundrecht im Hinblick auf den konkreten Sachverhalt thematisch einschlägig ist.

##### Persönlicher Schutzbereich
Die Berufsfreiheit ist gemäß Art. 12 Abs. 1 GG als so genanntes Deutschenrecht allen Deutschen verbürgt. Deutsche in diesem Sinne sind alle deutschen Staatsbürger nach Maßgabe von Art. 116 Abs. 1 GG. Ob Bürger der EU sich auf Art. 12 Abs. 1 GG berufen können, ist umstritten. Die Grundfreiheiten des EG-Vertrages räumen aber den Staatsangehörigen der EU-Mitgliedstaaten eine Rechtsstellung ein, die hinsichtlich der Berufsfreiheit Rechtsstellung der deutschen Staatsangehörigen entspricht.
Inländische juristische Personen können nach Maßgaben von Art. 19 Abs. 3 GG Träger des Grundrechts sein. Die juristische Person ist inländisch, wenn sich ihr tatsächlicher Handlungsmittelpunkt im Gebiet der Bundesrepublik befindet. Ausländische juristische Personen können sich nicht auf das Grundrecht berufen. Eine Sonderstellung nehmen auch hier Personen ein, die im EU-Ausland ansässig sind. Diese können sich ebenfalls auf das Grundrecht berufen, wenn sie in Deutschland tätig sind. Das Grundrecht ist laut Bundesverfassungsgericht auf die juristische Person anwendbar, wenn sie sich in einer „grundrechtstypischen Gefährdungslage“ befindet. Dies ist der Fall, wenn sie eine Tätigkeit ausüben, die zu Erwerbszwecken dient. Eine Sonderstellung nehmen hierbei Körperschaften des öffentlichen Rechts ein. Da sie als Teil der öffentlichen Hand bereits Grundrechtsverpflichtete sind, unterfallen sie nicht dem Schutz der Berufsfreiheit.

##### Sachlicher Schutzbereich

###### Beruf
Der sachliche Schutzbereich der Berufsfreiheit muss vom Begriff des Berufs her bestimmt werden. Der Begriff Beruf im Sinne von Art. 12 Abs. 1 GG wird denkbar weit verstanden. Er wird definiert als jede auf Erwerb gerichtete und erlaubte Tätigkeit, die auf eine gewisse Dauer angelegt ist. Problematisch ist in diesem Zusammenhang, welche Bedeutung dem Merkmal erlaubt zukommt. Erlaubt ist eine Tätigkeit, wenn sie der Rechtsordnung nicht zuwiderläuft, wenn sich also keine Verbote aus ihr ergeben. Dies wird vielfach als zu eng empfunden, so dass das Merkmal auf die Umschreibung „nicht schlechthin gemeinschädlich“ reduziert wird.
Unerheblich ist, ob die Lebenshaltungskosten damit ganz oder nur zum Teil gedeckt werden können. Selbständige Tätigkeiten werden ebenso wie die abhängige Beschäftigung erfasst. Berufsbilder sind nicht von vornherein vorgegeben, auch selbst erfundene Betätigungen können hierunter fallen. Unter den Berufsbegriff fallen auch staatlich gebundene Berufe, wie z. B. der Notar.
Die durch Art. 12 Abs. 1 GG geschützte Berufsfreiheit umfasst grundsätzlich auch das Recht, mehrere Berufe zu wählen und nebeneinander auszuüben. Ein Arbeitsvertrag darf Nebentätigkeiten nicht generell ausschließen. Er darf jedoch eine Klausel enthalten, nach der eine Nebentätigkeit nur nach Erlaubnis durch den Arbeitgeber ausgeübt werden darf (Genehmigungsvorbehalt oder Erlaubnisvorbehalt); in diesem Fall hat der Arbeitnehmer einen Rechtsanspruch auf die Erteilung dieser Erlaubnis, sofern betriebliche Interessen dadurch nicht beeinträchtigt werden. Zudem ist eine Nebentätigkeit von Beamten und Angestellten im öffentlichen Dienst generell genehmigungspflichtig (siehe §§ 97 ff. BBG und Nebentätigkeitsverordnungen); dabei wird nach §§ 99 Abs. 2 BBG in der Regel keine Nebentätigkeit genehmigt, die sich „wegen gewerbsmäßiger Dienst- oder Arbeitsleistung oder sonst nach Art, Umfang, Dauer oder Häufigkeit als Ausübung eines Zweitberufs darstellt“.

###### Berufsausbildung
Art. 12 Abs. 1 GG umfasst auch das Recht, die Ausbildungsstätte frei zu wählen. Die Rechtsprechung definiert die Ausbildungsstätte als „eine Einrichtung, die ein Bewerber durchlaufen haben muss, um nach Ablegung der nur über diese Einrichtung erreichbaren Prüfung Berufe ergreifen zu können, welche die durch die Prüfung erlangte Qualität voraussetzen“.
Erfasst wird aufgrund des thematischen Kontextes lediglich die berufsbezogene Ausbildung, die der Ausübung des Berufs logisch und praktisch vorausgeht. Nicht hierzu zählt die Ausbildung in allgemeinbildenden Schulen und ein Studium just for fun, also beispielsweise der Besuch von Vorlesungen an der Universität als bloße Freizeitbeschäftigung ohne jegliche berufliche Zweckbestimmung.

###### Berufsausübung
Der Begriff der Berufsausübung umfasst alles, was zur beruflichen Tätigkeit im engeren Sinne gehört, wie er vorstehend erläutert worden ist, also beispielsweise die Führung eines Unternehmens, der Abschluss von Arbeitsverträgen, der Einkauf von Waren oder Betriebsgegenständen, die Einrichtung eines Büros, berufsbezogene Werbung oder das Führen beruflicher oder geschäftlicher Titel und Bezeichnungen.

#### Eingriff
Ist der Schutzbereich eröffnet, ist zu fragen, ob die staatliche Maßnahme einen Eingriff in die Berufsfreiheit darstellt. Ein solcher kann den Ausübungsaspekt (das „Wie“ der beruflichen Tätigkeit) als auch ihren Wahlaspekt (das „Ob“ der beruflichen Tätigkeit) betreffen. Nicht jede Maßnahme, die die Berufstätigkeit nur faktisch oder nur mittelbar betrifft, kann aber als Grundrechtseingriff bewertet werden. Regelungen, die auch, aber nicht unmittelbar Auswirkungen auf die Berufstätigkeit haben, werden vom Bundesverfassungsgericht in ständiger Rechtsprechung an dem Kriterium der objektiv berufsregelnden Tendenz gemessen. Um einen Eingriff bejahen zu können, müssen Tätigkeiten betroffen sein, die typischerweise beruflich ausgeübt werden und es muss eine nennenswerte Behinderung der beruflichen Tätigkeit durch die Regelung eintreten.
In den letzten Jahren war ein vieldiskutierter Streitpunkt zur Eingriffsproblematik, ob staatliche Produktinformationen einen Eingriff in die Berufsfreiheit darstellen, der mangels rechtfertigenden Gesetzes auch verfassungswidrig wäre. Der Streit entzündete sich anlässlich des Glykolwein-Skandals, als die Bundesregierung eine Liste herausgab, die alle Weine, in denen Diethylenglykol gefunden wurde, aufzählte und deren Abfüller benannte. Dies wurde von einem Großteil des Schrifttums als ein Eingriff in die Berufsausübungsfreiheit der Abfüller gewertet, dem kein rechtfertigendes Gesetz zugrunde lag. Das Bundesverfassungsgericht hat jedoch im Jahre 2002 in einer stark umstrittenen Entscheidung die Ansicht vertreten, dass marktbezogene Informationen des Staates den grundrechtlichen Gewährleistungsbereich der betroffenen Wettbewerber aus Art. 12 Abs. 1 GG nicht beeinträchtigen, sofern der Einfluss auf wettbewerbserhebliche Faktoren ohne Verzerrung der Marktverhältnisse nach Maßgabe der rechtlichen Vorgaben für staatliches Informationshandeln erfolgt. Verfassungsrechtlich von Bedeutung sei dabei das Vorliegen einer staatlichen Aufgabe und die Einhaltung der Zuständigkeitsordnung sowie die Beachtung der Anforderungen an die Richtigkeit und Sachlichkeit von Informationen.

#### Verfassungsrechtliche Rechtfertigung
Wird ein Eingriff bejaht, bedeutet dies nicht automatisch, dass die Maßnahme verfassungswidrig ist. Auch Eingriffe in die Berufsfreiheit können gerechtfertigt sein. Die Berufsfreiheit steht dabei unter einfachem Gesetzesvorbehalt (Art. 12 Abs. 1 Satz 2 GG). Das Bundesverfassungsgericht hat hierzu im schon oben angesprochenen Apothekenurteil die so genannte Dreistufentheorie (auch Stufentheorie oder Stufenlehre genannt) entwickelt, die in der Literatur nicht unumstritten ist. Es ist nach dem Bundesverfassungsgericht in der Prüfung der Rechtfertigung eine abgestufte Verhältnismäßigkeitsprüfung vorzunehmen:
- Reine Berufsausübungsregelungen können durch „vernünftige, zweckmäßige Gründe des Gemeinwohls“ gerechtfertigt werden. Zu den Berufsausübungsregelungen gehören beispielsweise die Festsetzung von Ladenschlusszeiten durch das Ladenschlussgesetz, die Vorschriften über die Arbeitszeit, das Verbot für einen Anwalt, mehrere Beschuldigte zu verteidigen, oder auch die Pflichtmitgliedschaft in Kammern.
- Die Aufstellung subjektiver Berufswahlbeschränkungen kann als gebotene Vorkehrung zum Schutze „wichtiger Gemeinschaftsgüter“, die der Gesetzgeber nach politischer Zwecksetzung vorgeben kann (deshalb: „relative“ Gemeinschaftsgüter oder -werte), gerechtfertigt werden. Die Ausübung des Anwaltsberufs z. B. ohne vorherige Staatsexamina wäre „unmöglich oder unsachgemäß“. Auch die Auswahl der Kassenärzte durch den Zulassungsausschuss der Kassenärztlichen Vereinigung ist eine berufsbezogene Differenzierung, die an subjektive Eigenschaften des Betroffenen ansetzt.
- An objektive Berufswahlbeschränkungen werden die strengsten Anforderungen gestellt. Sie sind nur zulässig, wenn sie der Abwehr nachweisbarer oder höchstwahrscheinlich schwerwiegender Gefahren für „absolute“ (also durch Verfassungsrecht vorgegebene) „überragend wichtige“ Gemeinschaftsgüter dienen. Dazu gehört z. B. die Volksgesundheit bei der Zulassung von Berufstätigen im Bereich der Heilkunde. Besonders problematisch sind in diesem Zusammenhang so genannte Bedürfnisklauseln, also Regelungen, die die Aufnahme einer beruflichen Tätigkeit an ein öffentliches Bedürfnis knüpfen. So hatte z. B. das Apothekenurteil eine Bedürfnisklausel im Apothekenrecht zum Gegenstand, die als Voraussetzung für die Errichtung einer neuen Apotheke verlangte, dass die vorhandenen Apotheken zur Versorgung der Bevölkerung mit Arzneimitteln nicht ausreichen und die Errichtung der neuen Apotheke die bestehenden Apotheken wirtschaftlich nicht wesentlich beeinträchtigen würde. Da nicht erkennbar ist, inwiefern eine solche Regelung zwingend notwendig ist, um etwa die Volksgesundheit zu schützen, ist sie verfassungswidrig.

#### Beispiele für umfangreichere gesetzliche Regelungen
Gesetzliche Regelungen der Berufsfreiheit finden sich im Berufsrecht und im Wirtschaftsverwaltungsrecht. Beispiele dafür sind
- das Ladenschlussgesetz,
- die allgemeine Gewerbeordnung oder
- die speziellen Regelungen für Gaststätten und Hotels im Gaststättengesetz
- sowie die Handwerksordnung, in der geregelt ist, dass ein zulassungspflichtiges Handwerk nur ausüben darf, wer eine entsprechende Meisterprüfung abgelegt hat bzw. seine Qualifikation anders nachweisen kann.

### Regelungen über Berufsfreiheit in Landesverfassungen
Nicht alle, aber einige Bundesländer haben in ihren Landesverfassungen eigene Regelungen betreffend die Berufsfreiheit getroffen. Sie enthalten anders als das Grundgesetz teilweise neben der Gewährleistung des liberalen Freiheitsrechts der Berufsfreiheit auch in Anlehnung an die Weimarer Reichsverfassung soziale Grundrechte und das Recht auf Arbeit. Die einzelnen landesverfassungsrechtlichen Regelungen zur Berufsfreiheit und zum Recht auf Arbeit haben in der Praxis eine geringe Bedeutung, namentlich, da sie als bloße Programmsätze qualifiziert werden und da die bundesverfassungsrechtliche Regelung des Art. 12 GG trotz der Parallelgeltung gemäß Art. 142 GG eindeutig dominiert.
- Die Verfassung des Landes Baden-Württemberg verweist in Artikel 2 auf die Grundrechte des Grundgesetzes der Bundesrepublik Deutschland. Diese sind damit unmittelbar geltendes Recht. So ist die Berufsfreiheit aus Art. 12 Abs. 1 GG auch in der baden-württembergischen Verfassung verankert.
- Die Verfassung des Freistaates Bayern vom 2. Dezember 1946 garantiert in Art. 151 Abs. 2 die Freiheit der selbständigen wirtschaftlichen Betätigung. Sie enthält aber auch in Anlehnung an die Weimarer Reichsverfassung soziale Grundrechte und stellt in Art. 166 BV die Arbeit als Quelle des Volkswohlstandes unter den besonderen Schutz des Staates. Nach Art. 166 Abs. 2 BV hat jedermann das Recht, sich durch Arbeit eine auskömmliche Existenz zu schaffen.
- Die Verfassung von Berlin gewährt in Artikel 17 die freie Wahl des Berufes. In Artikel 18 wird das Recht auf Arbeit proklamiert.
- Die Verfassung des Landes Brandenburg gewährt die Berufsfreiheit in Artikel 49. Darüber hinaus verlangt Artikel 48 vom Land „im Rahmen seiner Kräfte durch eine Politik der Vollbeschäftigung und Arbeitsförderung für die Verwirklichung des Rechts auf Arbeit zu sorgen“.
- Die Landesverfassung der Freien Hansestadt Bremen vom 21. Oktober 1947 spricht in Art. 8 Abs. 1 davon, dass jeder die sittliche Pflicht zu arbeiten und ein Recht auf Arbeit hat. In Abs. 2 enthält es daneben die Gewährleistung, dass jeder das Recht hat, seinen Beruf frei zu wählen.
- Die Verfassung der Freien und Hansestadt Hamburg stellt in der Präambel die Arbeitskraft unter den Schutz des Staates.
- Die Verfassung des Landes Hessen vom 1. Dezember 1946 stellt in Art. 28 Abs. 1 ebenfalls die menschliche Arbeitskraft unter den besonderen Schutze des Staates und proklamiert in Abs. 2 jedem das Recht auf Arbeit nach seinen Fähigkeiten und, unbeschadet seiner persönlichen Freiheit, die sittliche Pflicht zur Arbeit.
- Die Verfassung des Landes Mecklenburg-Vorpommern verweist in Artikel 5 (im gleichen wortlaut wie die baden-württembergische Verfassung) auf die Grundrechte des Grundgesetzes der Bundesrepublik Deutschland. Artikel 17 verlangt vom Land zur Erhaltung und Schaffung von Arbeitsplätzen beizutragen.
- Die Niedersächsische Verfassung verlangt in Artikel 6a vom Land darauf hinzuwirken, dass jeder Mensch Arbeit finden und dadurch seinen Lebensunterhalt bestreiten kann.
- Die Verfassung für das Land Nordrhein-Westfalen stellt in Artikel 24 den Schutz der Arbeitskraft über den Schutz materiellen Besitzes und gesteht jedermann ein Recht auf Arbeit zu.
- Die Verfassung für Rheinland-Pfalz verlangt in Artikel 53 die menschliche Arbeitskraft als persönliche Leistung und grundlegender Wirtschaftsfaktor gegen Ausbeutung, Betriebsgefahren und sonstige Schädigungen zu schützen. Land und Gemeinden und Gemeindeverbände wirken darauf hin, dass jeder seinen Lebensunterhalt durch frei gewählte Arbeit verdienen kann. Artikel 58 erteilt jedem Deutschen die Berechtigung in Übereinstimmung mit den Erfordernissen des Gemeinwohls seinen Beruf frei zu wählen und ihn nach Maßgabe des Gesetzes in unbehinderter Freizügigkeit auszuüben.
- Die Verfassung des Saarlandes stellt in Artikel 45 die menschliche Arbeitskraft unter den Schutz des Staates. Jeder hat nach seinen Fähigkeiten ein Recht auf Arbeit. Artikel 54 verlangt die Förderung und den Schutz des selbstständigen saarländischen Mittelstands in Industrie, Gewerbe, Handwerk und Handel – genauso wie das Genossenschaftswesen zu fördern.
- Auch die Verfassung des Freistaates Sachsen vom 26. Mai 1992 enthält neben der klassischen Gewährleistung der Berufsfreiheit in Art. 28 Abs. 1 auch die Anerkennung des Rechts eines jeden Menschen auf ein menschenwürdiges Dasein, insbesondere auf Arbeit, auf angemessenen Wohnraum, auf angemessenen Lebensunterhalt, auf soziale Sicherung und auf Bildung, als Staatsziel (Art. 7 Abs. 1).
- Die Verfassung des Landes Sachsen-Anhalt garantiert in Artikel 16 allen Deutschen die frei Wahl von Beruf, Arbeitsplatz und Ausbildungsstätte. Die Berufsausübung kann durch Gesetz oder auf Grund eines Gesetzes geregelt werden.
- Verfassung des Landes Schleswig-Holstein verweist in Artikel 3 (im gleichen Wortlaut wie die baden-württembergische Verfassung) auf die Grundrechte des Grundgesetzes der Bundesrepublik Deutschland.
- Die Verfassung des Freistaats Thüringen gewährt jedem Bürger in Artikel 35 die freie Wahl von Beruf, Arbeitsplatz und Ausbildungsstätte. Die Berufswahl, die Berufsausübung sowie die Berufsausbildung können auf Grund eines Gesetzes geregelt werden.

## Frankreich
Die Verfassung der Französischen Republik vom 4. Oktober 1958 enthält keinen eigenen Grundrechtskatalog. Die Grundrechte sind in der Erklärung der Menschen- und Bürgerrechte von 1789 sowie in der Präambel der Verfassung von 1946 niedergeschrieben. Durch deren Erwähnung in der Präambel der Verfassung von 1957 kommt ihnen juristische Verbindlichkeit zu. Eine Regelung über die Berufsfreiheit findet sich aber auch dort nicht. Der Conseil d’État hat jedoch die Handels- und Gewerbefreiheit als allgemeinen Rechtsgrundsatz ohne Verfassungsrang anerkannt. Der Conseil constitutionnel hat der Freiheit der unternehmerischen Betätigung hingegen Verfassungsrang zuerkannt.

## Italien
Italien ist laut Art. 1 Abs. 1 der Verfassung der Italienischen Republik vom 27. Dezember 1947 eine demokratische, auf die Arbeit gegründete Republik. Gemäß Art. 4 erkennt die Republik allen Staatsbürgern das Recht auf Arbeit zu und fördert die Voraussetzungen für die Verwirklichung dieses Rechts. Regelungen über die Berufsfreiheit finden sich ferner in Art. 41 Abs. 1, der die Freiheit der privatwirtschaftliche Initiative gewährleistet.

## Niederlande
Die Verfassung des Königreiches der Niederlande vom 24. August 1815 gewährt erst seit der Neufassung im Jahre 1983 einen einheitlichen Grundrechtskatalog. Das der Berufsfreiheit vergleichbare Grundrecht findet sich in Art. 19 Abs. 3, wonach das Recht jedes Niederländers auf freie Wahl der Arbeit anerkannt wird, unbeschadet der Einschränkungen durch Gesetz oder kraft eines Gesetzes. Dieser Norm wird auch Grundrechtscharakter im traditionellen Sinne beigemessen, so dass sie subjektive Rechtspositionen verleiht. Die Norm steht allerdings im systematischen Zusammenhang mit Art. 19 Abs. 1, der die Schaffung von genügend Arbeitsplätzen zum Gegenstand der Sorge des Staates und der anderen öffentlich-rechtlichen Körperschaften macht. Damit ist Art. 19 in erster Linie als ein Auftrag an den Gesetzgeber zur Ausgestaltung des Grundrechtsschutzes anzusehen.

## Österreich
Das österreichische Staatsgrundgesetz (StGG) vom 21. Dezember 1867 enthält hinsichtlich der Berufsfreiheit nur bedingt mit dem deutschen Recht vergleichbare Regelungen. Gemäß Art. 6 StGG kann jeder Staatsbürger unter den gesetzlichen Bedingungen jeden Erwerbszweig ausüben. Insofern gewährleistet Art. 6 StGG anders als die deutsche Verfassung explizit die Gewerbefreiheit. Diese Gewährleistung steht jedoch unter Gesetzesvorbehalt; die Gesetzgebung ist hierbei nicht eingeschränkt. Außerdem garantiert Art. 18 StGG, dass es jedermann frei steht, seinen Beruf zu wählen und sich für denselben auszubilden, wie und wo er will. Diese Norm entfaltet jedoch keine große Wirksamkeit. Nach der historischen Auslegung wendet sich diese Norm vor allem gegen ständische oder zünftische Bindungen und Privilegien.

## Schweiz
In der Schweiz schützt das in Art. 27 der Bundesverfassung 18. April 1999 gewährleistete Grundrecht der Wirtschaftsfreiheit die freie wirtschaftliche Betätigung in einem umfassenden Sinn. Gewährleistet werden dadurch auch die Berufswahlfreiheit, die Berufszugangsfreiheit und die Berufsausübungsfreiheit sowohl rechtlich als auch faktisch. Der umfassende Schutz der Wirtschaftsfreiheit, der vorher in Art. 31 der Verfassung von 1874 gewährleistet war, geht in seinem Schutzbereich über das hinaus, was in Deutschland und anderen Ländern unter Berufsfreiheit verstanden wird und gerade darin zeigt sich der ordnungspolitische Grundentscheid der Schweiz für eine freiheitliche Wirtschaftsordnung, der auch in weiteren Vorschriften (Art. 94, Art. 26, Art. 96 Abs. 1) der Bundesverfassung zum Ausdruck gebracht wird.

## Spanien
Die Verfassung des Königreiches Spanien vom 29. Dezember 1978 enthält Regelungen zur Berufsfreiheit in Art. 35 Abs. 1 und Art. 38 Abs. 1. Nach Art. 35 Abs. 1 Satz 1 haben alle Spanier die Pflicht zu arbeiten und das Recht auf Arbeit, auf die freie Wahl des Berufes oder eines Amtes, auf Fortkommen durch ihre Arbeit und auf eine Entlohnung, die zur Befriedigung ihrer Bedürfnisse und der ihrer Familie ausreicht. Art. 38 Abs. 1 anerkennt die Unternehmensfreiheit im Rahmen der Marktwirtschaft. Den wirtschaftlichen Grundrechten kommt jedoch innerhalb des Grundrechtskataloges keine hervorgehobene Rolle zu. Zum Teil wird ihnen sogar die Qualität als Grundrechte abgesprochen. Jedenfalls überwiegt hier die objektive Dimension, die dazu führt, dass es sich mehr um einen Forderungskatalog politischen Charakters handelt.

## Vereinigte Staaten von Amerika
Die Verfassung der Vereinigten Staaten von Amerika von 1787 enthält keine ausdrückliche Regelung über die Berufsfreiheit. Allerdings enthält der 14. Zusatzartikel (§ 1) der Verfassung generalklauselartig die sogenannte „due process-Klausel“. Diese wurde teilweise nicht nur als rein prozedurale Vorschrift gesehen, sondern sie wurde vom Supreme Court als inhaltliche Grenze staatlicher Eingriffsmacht in Leben, Freiheit und Eigentum verstanden. Dies führte dazu, dass auch der grundrechtliche Schutz wirtschaftlicher Interessen gewährleistet war. Lange Zeit prägend war hierzu die „Lochner v. New York“-Entscheidung (198 U.S. 45) aus dem Jahre 1905. Der Supreme Court erklärte darin ein Gesetz des Bundesstaates New York für verfassungswidrig, das die Arbeitszeit von Angestellten in Bäckereien auf höchstens 10 Stunden pro Tag und 60 Stunden pro Woche beschränkte. Die Lochner-Entscheidung basierte dabei auf dem klassischen ökonomischen Liberalismus und geriet später in scharfe Kontroversen. In den dreißiger Jahren wurde diese Rechtsprechung vollständig geändert. Zwar wurde die Lochner-Entscheidung nicht „overruled“, spätestens seit 1937 hat in den USA die gerichtliche Kontrolle im Bereich der Wirtschaftsgesetzgebung unter Berufung auf die due process-Klausel jedoch vollständig aufgehört. Ein Verstoß gegen die Verfassung kommt nunmehr nur in Betracht, wenn eine ökonomische Regulierung gegen spezifische verfassungsrechtliche Vorschriften oder fundamentale verfassungsrechtliche Interessen verstößt.

### Monographien
- Arnd Auer: Der Berufsbegriff des Art. 12 Abs. 1 Grundgesetz, Frankfurt am Main [u. a.], Verlag Peter Lang, 1991, zugl.: Köln, Univ., Diss., 1991, ISBN 3-631-43888-5
- Alexandra Borrmann: Der Schutz der Berufsfreiheit im deutschen Verfassungsrecht und im europäischen Gemeinschaftsrecht, Duncker & Humblot, Berlin 2002, zugl. jur. Diss. Köln 2000, ISBN 3-428-10482-X
- Jörg Lücke: Die Berufsfreiheit, Heidelberg, Müller, 1994, ISBN 3-8114-2594-3
- Rupert Stadler: Die Berufsfreiheit in der Europäischen Gemeinschaft, München, Tuduv-Verl.-Ges. in Komm., 1980, zugl.: München, Univ., Diss., 1980, ISBN 3-88073-098-9
- Giesbert Uber: Freiheit des Berufs, Hamburg, 1952

### Beiträge in Kommentaren und Sammelwerken
- Rüdiger Breuer: Freiheit des Berufs, in: Isensee/Kirchhof (Hrsg.), Handbuch des Staatsrechts, Bd. VI, § 147, Heidelberg, Müller, 1989, ISBN 3-8114-2788-1.
- ders.: Die staatliche Berufsregelung und Wirtschaftslenkung, ebd., § 148.
- Peter M. Huber, Zur verfassungsgerichtlichen Kontrolle von Berufsausübungsregelungen, in: Burkhardt Ziemske (Hrsg.), Staatsphilosophie und Rechtspolitik: Festschrift für Martin Kriele zum 65. Geburtstag, München, Verlag C.H. Beck, 1997, ISBN 3-406-41791-4.
- Gerrit Manssen, Art. 12 Absatz 1, in: v. Mangoldt-Klein-Starck, Kommentar zum Grundgesetz, Bd. 1, 5. Aufl., München, Verlag Vahlen, 2005, ISBN 3-8006-3187-3.
- Peter J. Tettinger, Art. 12, in: Michael Sachs (Hrsg.), Grundgesetz-Kommentar, 3. Aufl., München 2003, ISBN 3-406-49233-9.
- Joachim Wieland: Art. 12, in: Horst Dreier (Hrsg.), Grundgesetz-Kommentar, Bd. 1, 2. Aufl., Tübingen, Verlag Mohr Siebeck, 2005, ISBN 3-16-148233-6.

### Aufsätze
- Jörn Ipsen: „Stufentheorie“ und Übermaßverbot, in: JuS 1990, S. 634 ff.
- Friedhelm Hufen: Berufsfreiheit – Erinnerung an ein Grundrecht, in: NJW 1994, S. 2913–2922
- Helmut Lecheler und Hans-Peter Schneider: Artikel 12 GG, Freiheit des Berufs und Grundrecht der Arbeit, in: Veröffentlichungen der Vereinigung der Deutschen Staatsrechtslehrer (VVDStRL), Heft 43, (1985), S. 7 und 48 ff.
- Hans-Jürgen Papier: Art. 12 GG – Freiheit des Berufs und Grundrecht der Arbeit, in: DVBl., 1984, S. 801 ff.
- Hans-Heinrich Rupp: Das Grundrecht der Berufsfreiheit in der Rechtsprechung des Bundesverfassungsgerichts, in: AöR Bd. 92 (1967), S. 212 ff.
- Friedrich Schoch: Staatliche Informationspolitik und Berufsfreiheit, in: DVBl. 1991, S. 667 ff.
- Peter J. Tettinger: Das Grundrecht der Berufsfreiheit in der Rechtsprechung des Bundesverfassungsgerichts, in: AöR Bd. 108 (1983), S. 92 ff.